# Leevsten
Il Leevsten è un Ro-Ro di proprietà della SY RoRo 3 Pte Ltd ed in noleggio a CoTuNav.

## Servizio
Varato l'8 aprile 2019 nei cantieri navali tedeschi Flensburger Schiffbau-Gesellschaft mbh & Co. KG di Flensburgo con il nome di Leevsten, viene consegnato il 30 agosto dello stesso anno alla SY RoRo Pte. Ltd, dalle quale viene subito posto in disarmo a Nyborg in attesa di noleggiarlo.
Nel gennaio del 2020 viene noleggiato alla tunisina CoTuNav, partendo il 2 gennaio da Nyborg per Rades ed entrando in servizio sulla Rades-Marsiglia.

## Navi gemelle
- Ulosoy-16
- Tulip Seaways
- Lismore
- Longstone
- Acacia Seaways
- Liekut
- Abu Samrah